# Ciclismo ai Giochi della XXVI Olimpiade - Chilometro a cronometro
La prova del chilometro a cronometro di ciclismo su pista dei Giochi della XXVI Olimpiade fu corsa il 24 luglio 1996 al Velodromo Stone Mountain a Stone Mountain, in Georgia. La medaglia d'oro fu vinta dal francese Florian Rousseau, mentre l'argento e il bronzo andarono rispettivamente allo statunitense Erin Hartwell e al giapponese Takanobu Jumonji.
L'australiano Shane Kelly, uno dei grandi favoriti in quanto detentore del record mondiale, al momento della partenza perse la scarpa e fu costretto al ritiro.

## Programma
| Data           | Ora (UTC-4) | Turno  |
| -------------- | ----------- | ------ |
| 24 luglio 1996 | 11:20       | Finale |

## Record
Prima della competizione il record del mondo e il record olimpico erano i seguenti:
| Record mondiale | 1'00"613 | Shane Kelly  | 26 settembre 1995 Bogotà, Colombia     |
| Record olimpico | 1'02"955 | Lothar Thoms | 22 luglio 1980 Mosca, Unione Sovietica |

## Classifica
| Pos. | Atleta                 | Nazione           | Tempo 250m | Tempo 500m | Tempo 750m | Tempo finale | Note            |
| ---- | ---------------------- | ----------------- | ---------- | ---------- | ---------- | ------------ | --------------- |
|      | Florian Rousseau       | Francia           | 18.709     | 32.549     | 47.014     | 1:02.712     | Record olimpico |
|      | Erin Hartwell          | Stati Uniti       | 18.892     | 33.059     | 47.616     | 1:02.940     |                 |
|      | Takanobu Jumonji       | Giappone          | 18.725     | 32.632     | 47.315     | 1:03.261     |                 |
| 4    | Sören Lausberg         | Germania          | 19.403     | 33.208     | 47.743     | 1:03.514     |                 |
| 5    | Jean-Pierre van Zyl    | Sudafrica         | 18.975     | 33.049     | 47.959     | 1:04.214     |                 |
| 6    | Grzegorz Krejner       | Polonia           | 19.472     | 33.482     | 48.481     | 1:04.697     |                 |
| 7    | Dimitrios Georgalis    | Grecia            | 19.654     | 33.877     | 48.876     | 1:04.995     |                 |
| 8    | Ainārs Ķiksis          | Lettonia          | 19.341     | 33.510     | 48.902     | 1:05.457     |                 |
| 9    | Christian Meidlinger   | Austria           | 19.453     | 34.256     | 49.424     | 1:05.530     |                 |
| 10   | Gene Samuel            | Trinidad e Tobago | 19.277     | 33.644     | 49.082     | 1:05.553     |                 |
| 11   | Bohdan Bondarjev       | Ucraina           | 20.771     | 35.230     | 50.002     | 1:05.658     |                 |
| 12   | Dirk Jan van Hameren   | Paesi Bassi       | 19.401     | 33.709     | 49.061     | 1:05.886     |                 |
| 13   | José Antonio Escuredo  | Spagna            | 19.828     | 34.078     | 49.339     | 1:05.994     |                 |
| 14   | Darren McKenzie-Potter | Nuova Zelanda     | 19.568     | 34.311     | 49.870     | 1:06.311     |                 |
| 15   | Gianluca Capitano      | Italia            | 19.878     | 34.179     | 49.538     | 1:06.408     |                 |
| 16   | Shaun Wallace          | Gran Bretagna     | 19.767     | 34.590     | 50.068     | 1:06.456     |                 |
| 17   | Ángel Colla            | Argentina         | 19.774     | 34.417     | 49.897     | 1:06.619     |                 |
| 18   | Aleksandr Kiričenko    | Russia            | 19.446     | 34.218     | 49.987     | 1:07.013     |                 |
| 19   | Hong Seok-han          | Corea del Sud     | 19.591     | 34.367     | 50.118     | 1:07.099     |                 |
| -    | Shane Kelly            | Australia         | Rit.       | Rit.       | Rit.       | Rit.         |                 |